# Modé ani
Mode ani ( hebr. מודה אני) er en kort bøn der af praktiserende jøder fremsiges hver morgen straks efter opvågnen. Bønnen indeholder ikke Guds navn og kan derfor siges før den rituelle håndvask (nagel vasser).

## Tekst

### Hebraisk
.מודה אני לפניך, מלך חי וקים, שהחזרת בי נשמתי בחמלה, רבה אמונתך

### Translitteration
Mode ani lefanekha, melekh chaj vekajam, shehechezarta bi nishmati bechemla,
raba emunatekha.

### Dansk oversættelse
Jeg takker Dig, levende og evige Konge, at Du i barmhjertighed har givet mig min sjæl tilbage,
stor er Din troskab.

## Om bønnen
Der holdes en kort pause mellem ordene בחמלה (bechemla) og רבה (raba).